# Der rote Hahn (Film)
Der rote Hahn ist eine deutsche Fernseh-Verfilmung des gleichnamigen Dramas von Gerhart Hauptmann, einer Fortsetzung seiner Komödie Der Biberpelz.

## Handlung
Der Film folgt im Wesentlichen der literarischen Vorlage:
Mutter Wolff, die Protagonistin aus dem Biberpelz, heißt jetzt Frau Fielitz, denn sie war inzwischen verwitwet und hat den Schuster Fielitz geheiratet. Bei den beiden wohnt auch ihre Tochter Leontine mit ihrem unehelichen Kind. Frau Fielitz sehnt sich danach, aus ihren einfachen Verhältnissen herauszukommen, und so versucht sie ihren Mann zu überreden, das Haus anzuzünden und mit dem Geld von der Versicherung ein besseres zu bauen. Als sie erfährt, dass Gustav, der geistig geschädigte Sohn ihres Nachbarn Rauchhaupt, gern mit Streichhölzern spielt, wittert sie ihre Chance: Sie fährt mit ihrem Mann in die Stadt und lässt eine brennende Kerze in einer Kiste mit Hobelspänen stehen. Gustav, der zuvor für einen Botengang ins Haus bestellt wurde, sieht das Feuer und schlägt Alarm, doch zu spät, das Haus brennt nieder.
Der Amtsvorsteher Wehrhahn glaubt, Gustav habe das Feuer gelegt und lässt ihn festnehmen. Der Schmied Langheinrich, der ein Nachbar der Fielitzens ist und als freiwilliger Feuerwehrmann als Erster am Brandort war, findet im Haus ein Stück Zündschnur und hat deshalb die beiden in Verdacht, verrät jedoch nichts. Er nimmt das nun obdachlose Paar bei sich auf, doch Herr Fielitz hat Angst, dass er sie irgendwann doch verraten könnte. Auch Rauchhaupt kann den beiden gefährlich werden, denn er möchte die Unschuld seines Sohnes beweisen, der seit der Tat in einem Heim untergebracht ist. Die inzwischen kranke und geschwächte Frau Fielitz kann ihn aber besänftigen. Doch dann, während draußen gerade das Richtfest für ihr neues Haus gefeiert wird, reckt sie plötzlich die Hände greifend in die Luft und stirbt.

## Produktion
Anlässlich des 100. Geburtstags Gerhart Hauptmanns verfilmte der Norddeutsche Rundfunk die Komödie Der Biberpelz sowie dessen Fortsetzung Der rote Hahn. In beiden Teilen führt John Olden Regie und dessen Ehefrau Inge Meysel spielte die Hauptrolle. Die beiden Filme wurden am 27. und am 29. März 1962 zum ersten Mal ausgestrahlt.

## Rezeption
„Zeitgebundenes, realistisches Zustandsbild (1901). Die Inszenierung fängt die Atmosphäre von Armut und Besitzgier treffend ein.“